# Changchun Yatai Football Club
Changchun Yatai Football Club (Chinês: 长春亚泰足球俱乐部)é um clube de futebol da cidade de Changchun na China. Suas cores são o vermelho, branco e amarelo.

## História do Clube
Changchun Yatai foi fundado em 6 de junho de 1996 pelo conglomerado local Jilin Yatai Group em Changchun, onde o grupo se apoiou na então profissionalização total da liga, que permitiu que empresas privadas fossem proprietárias de clubes.

### Honrarias

#### Liga
- Chinese Super League: Campeão (2007)
- Chinese Super League: Vice-campeão (2009)
- Chinese Jia B: Campeão (2003)
- Chinese Jia B: Vice-campeão (2001)
- China League One: Vice-campeão (2005)

### Jogadores notáveis
Jogadores convocados para suas respectivas seleções nacionais enquanto atuavam pelo Changchun Yatai.